# Parque Nacional de Upemba
O Parque Nacional de Upemba é um parque nacional situado na região de Catanga, no sudeste da República Democrática do Congo, na África Central. Foi criado em 1939 e na altura era o maior parque da África. Em 2017 foi agregado ao Parque Nacional de Kundelungu numa única unidade ecológica denominada "Complexo dos parques nacionais de Upemba e Kundelungu". Compreende hoje uma reserva integral de 10000 km2, e um anexo de 3000km 2.
O Parque Nacional de Upemba consiste em várias biorregiões, que incluem um planalto de cerrado (1400m a 1800m) com afloramentos rochosos que separam o afluente do rio Lufira, que desce para a depressão de Upemba (ou Kamalondo) e daí para os pântanos e lagos (585m) das zonas húmidas de Upemba. No nordeste o parque é dominado pelo planalto Kibara, com colinas arborizadas e planalto de savana de alta altitude, no centro destaca-se a bacia do Lufira e a cachoeira Kiobo até os pântanos que rodeiam o lago, e no sul caracteriza-se por uma linha reta de planaltos de gramíneas entre Kayo e o rio Lufira. Os desfiladeiros profundos do parque, falésias e quedas de água, pântanos e lagos formam um contraste impressionante com a imensa extensão de savana, tornando-se uma das paisagens mais magníficas da República Democrática do Congo.
Com o agregado parque de Kundelungu, o complexo dos parques nacionais de Upemba e Kundelungu forma o único local da República Democrática do Congo onde existem zebras no seu meio natural. O sistema de lagos, rios, pântanos e zonas húmidas suporta uma variedade de fauna de peixes. Isto inclui mais de 30 espécies de Cyprinidae, Mormyridae, Barbus, Alestidae, Mochokidae e Cichlidae. O sapo da espécie Mertensophryne schmidti é endémico do parque.
O parque nacional divide-se entre os territórios de Bukama a leste, o de Mitwaba a oeste e o de Lubudi a sul. Uma parte importante do parque cobre a depressão de Upemba (também chamada depressão de Kamalondo, tendo como lagos principais o lago Upemba (500 km2) e o lago Kisale (300 km2).
Na atualidade o parque continua a ser ameaçado pelas atividades de caçadores, poluição e atividades de refugiados e milícias.